# La Cresse
La Cresse är en kommun i departementet Aveyron i regionen Occitanien i södra Frankrike. Kommunen ligger  i kantonen Peyreleau som ligger i arrondissementet Millau. År 2022 hade La Cresse 323 invånare.

## Befolkningsutveckling
Antalet invånare i kommunen La Cresse
Referens: INSEE

## Galleri

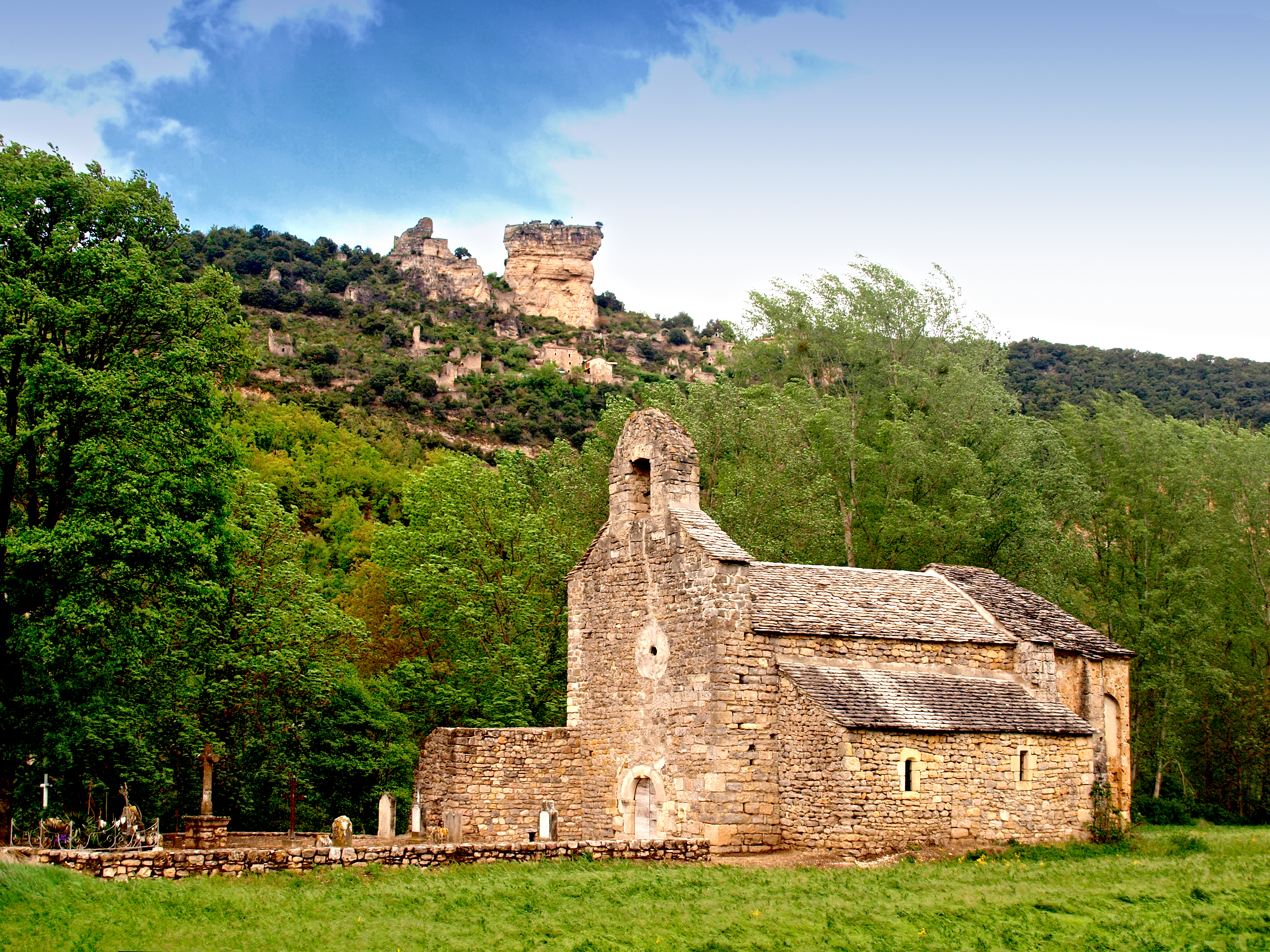
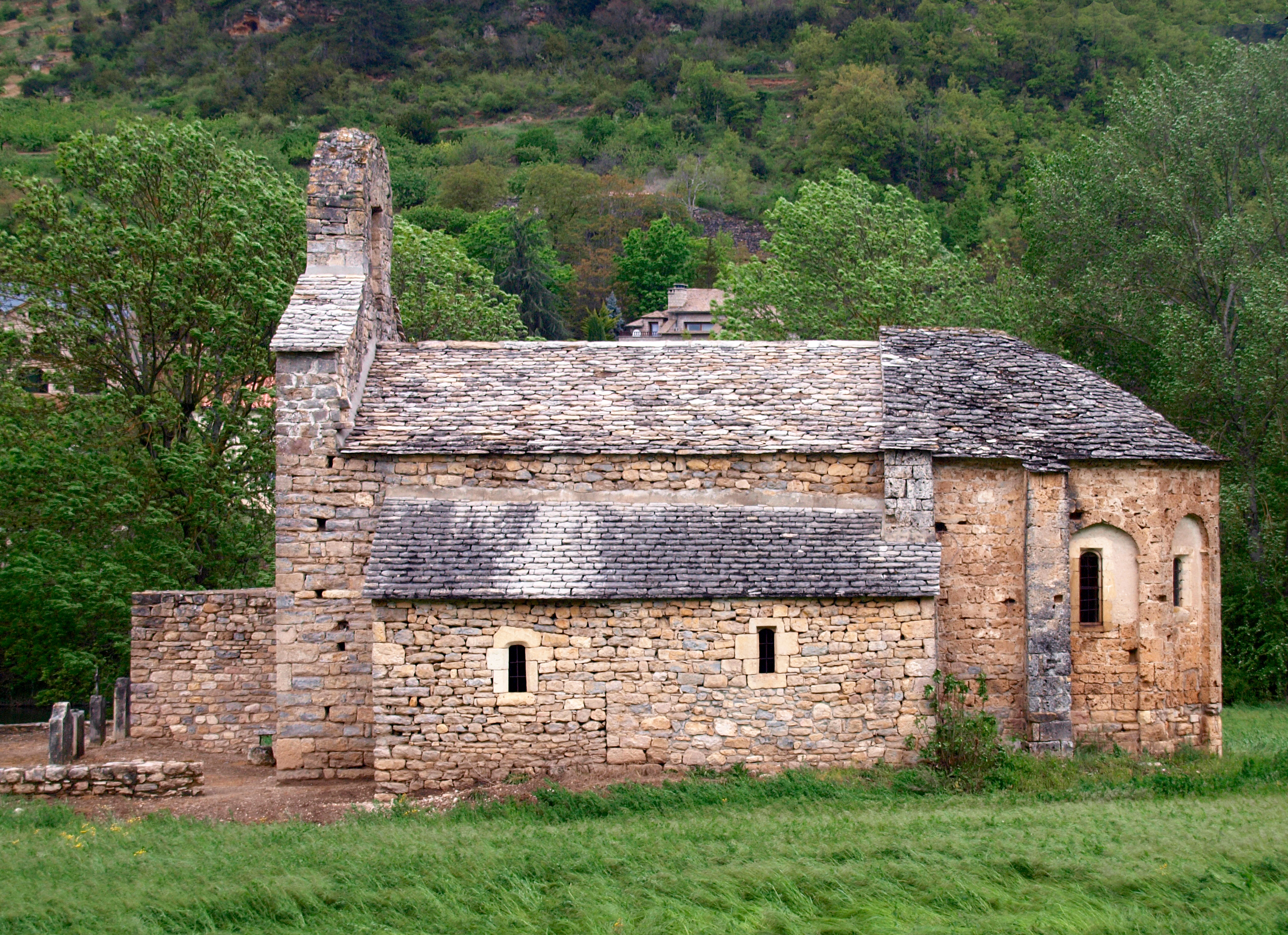
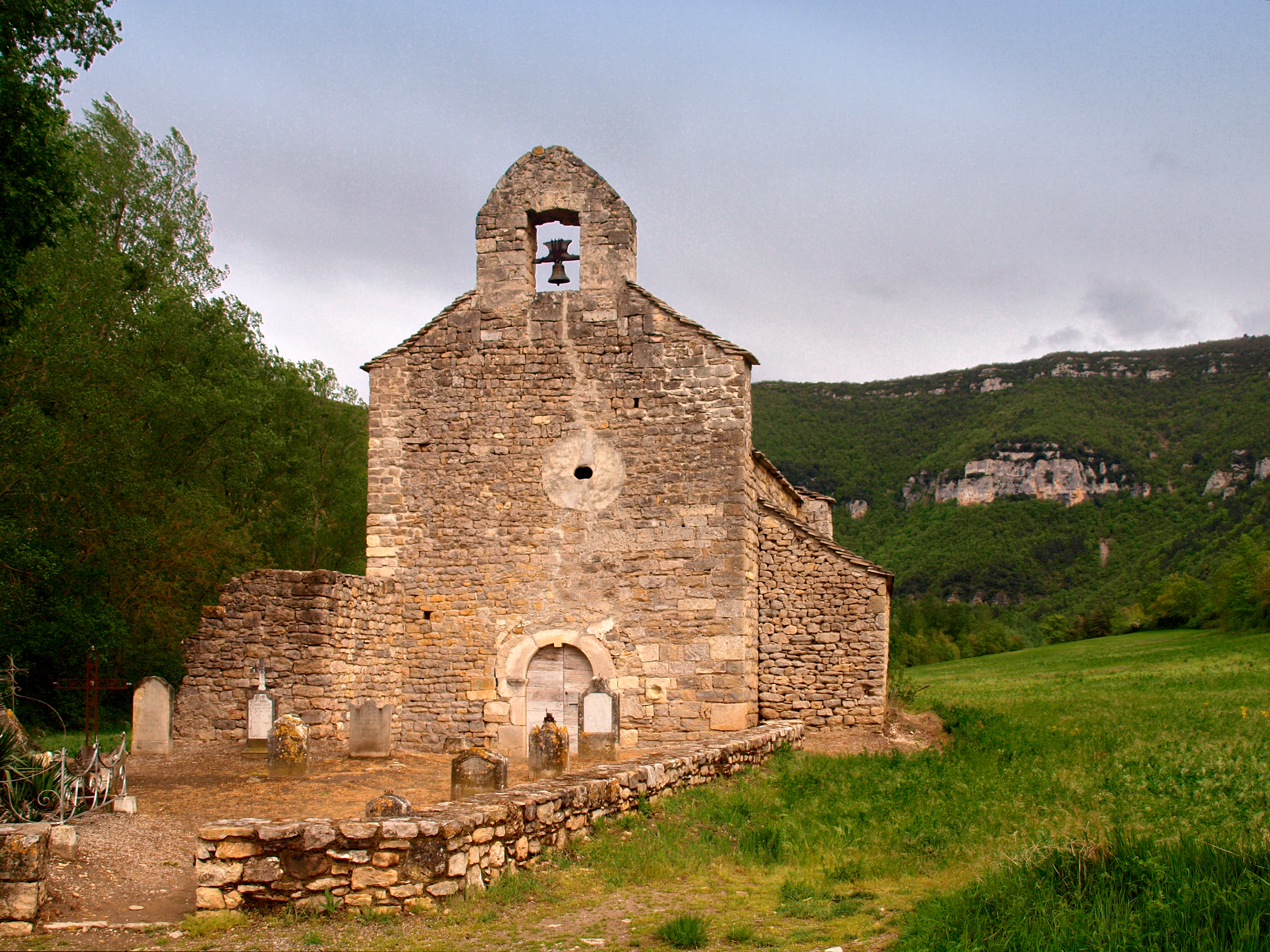
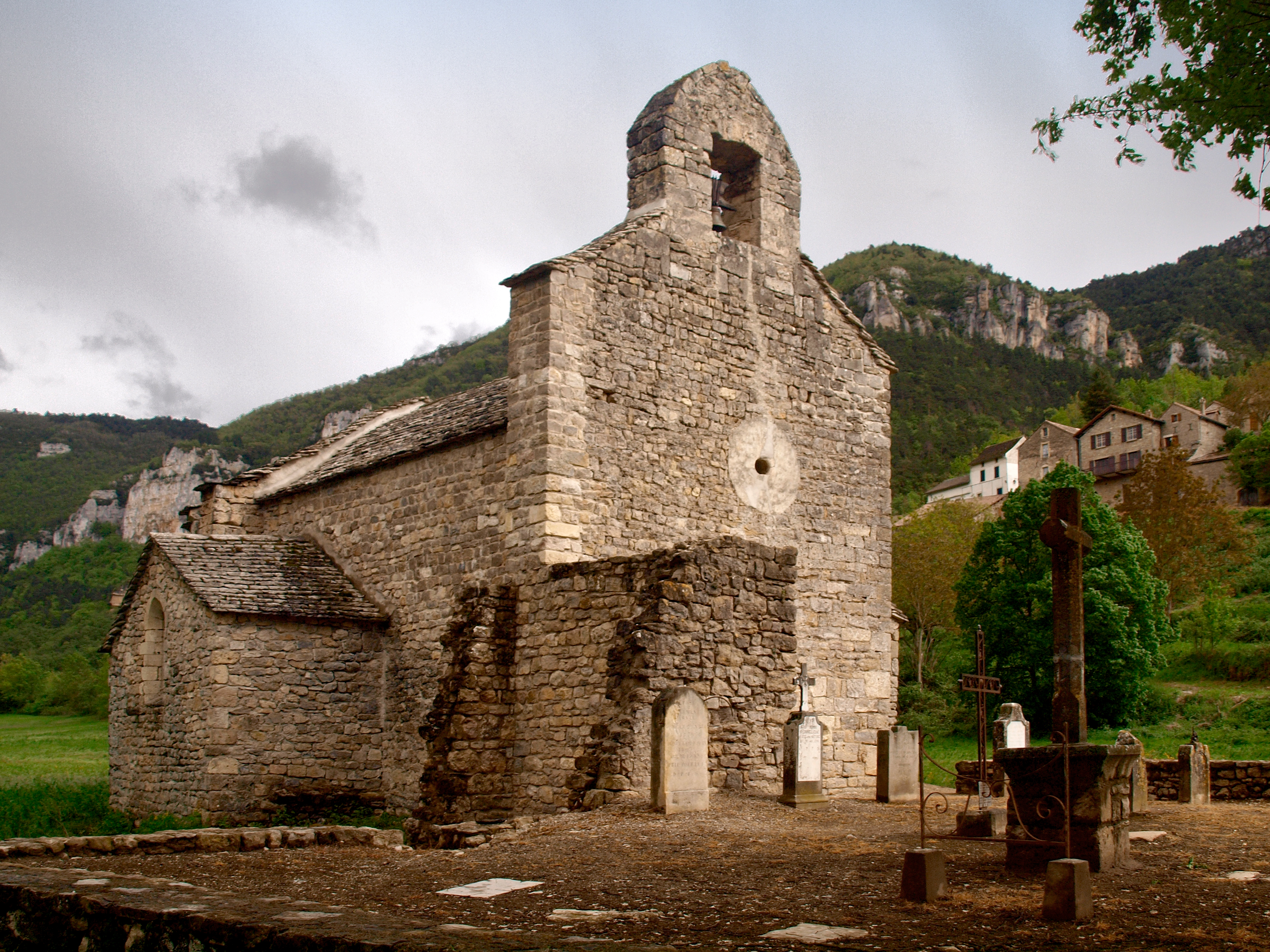
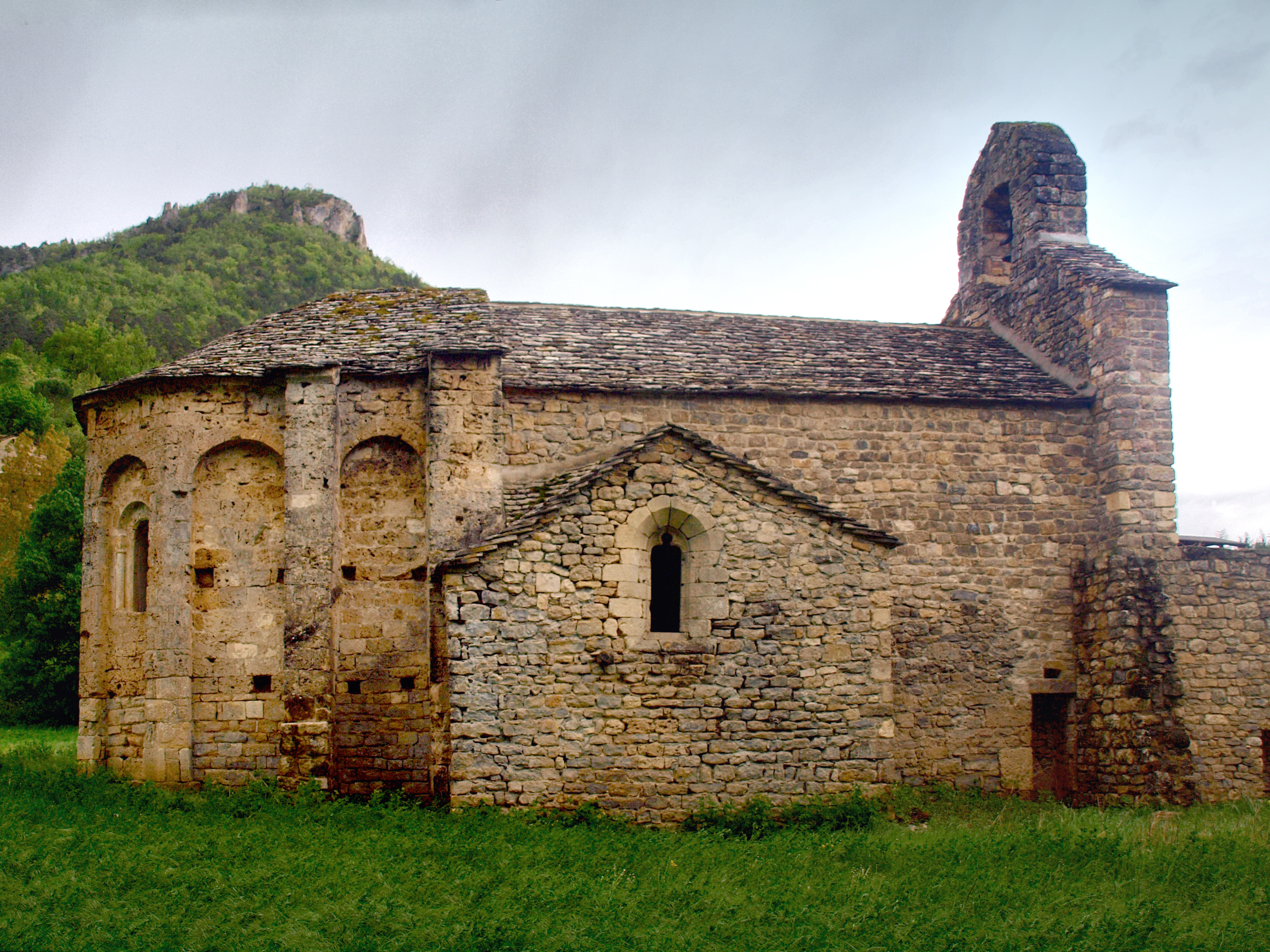
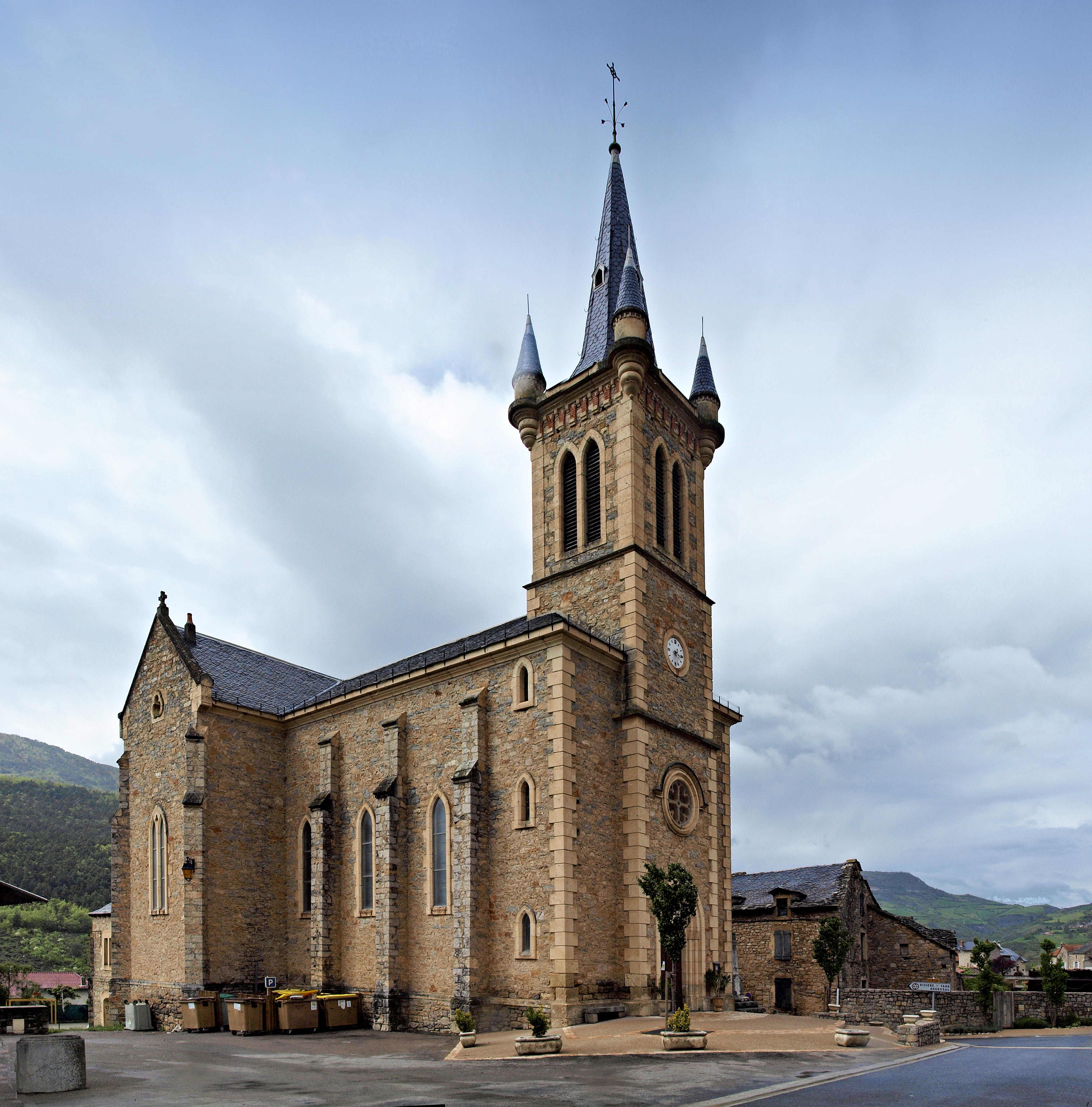
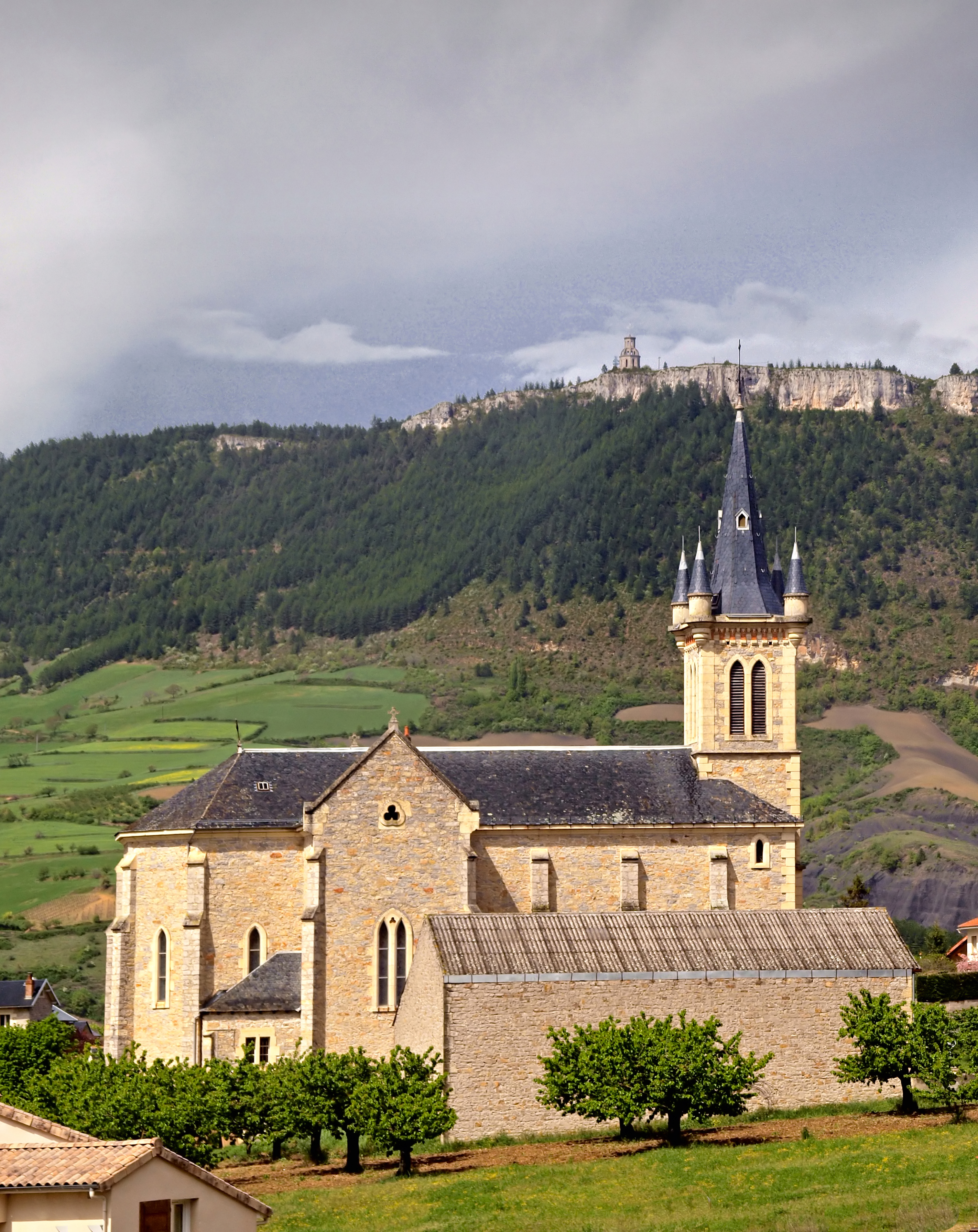
Saint-Baudile